# Newcastle Central
Newcastle Central – stacja kolejowa w Newcastle upon Tyne, w Anglii. Posiada 5 peronów i obsługuje 4,870 mln pasażerów rocznie.
Przewoźnikiem zarządzającym stacją jest East Coast, a obsługują ją również First ScotRail, Northern Rail, CrossCountry oraz First TransPennine Express. 

## Galeria

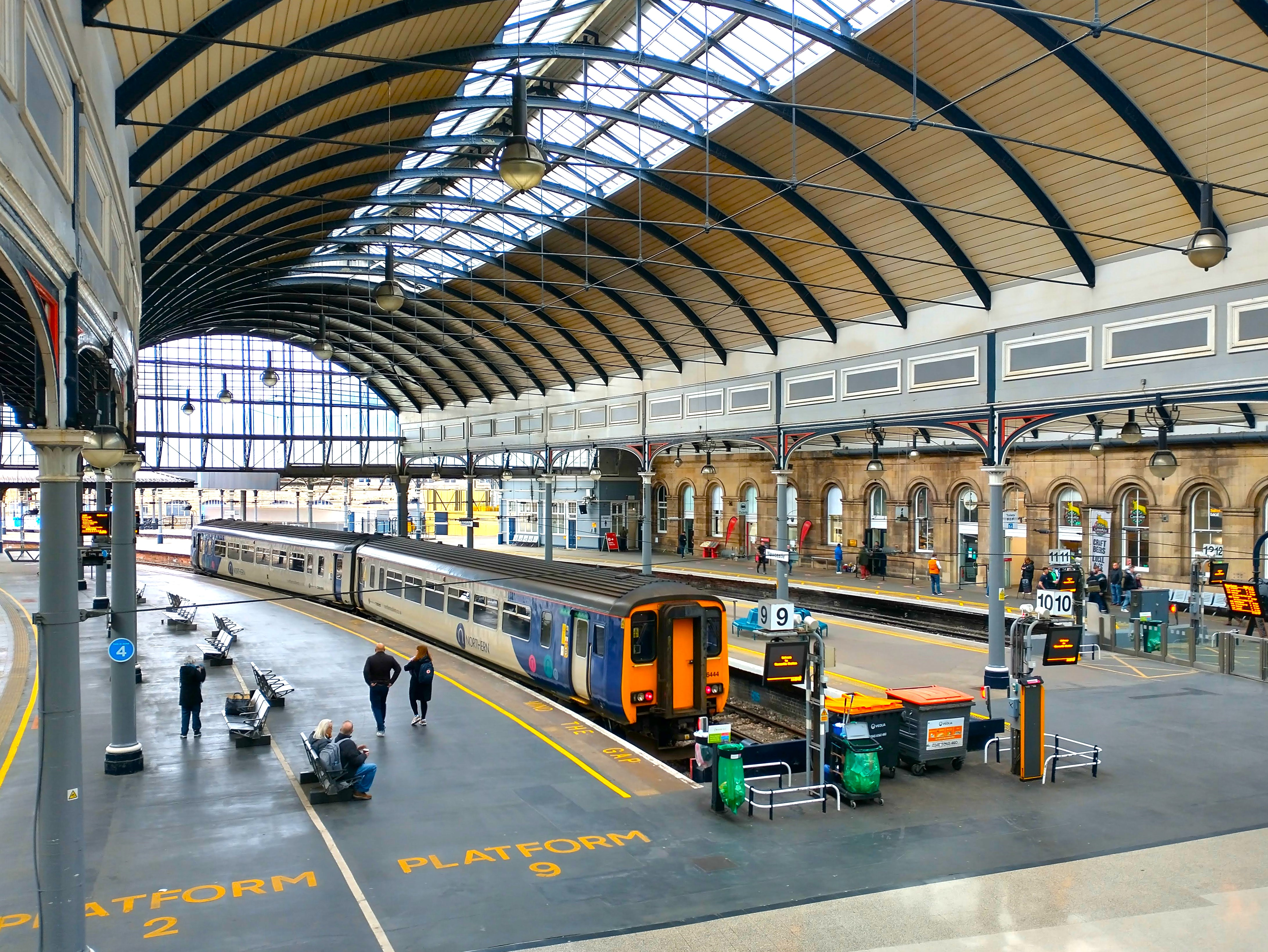
Wnętrze hali
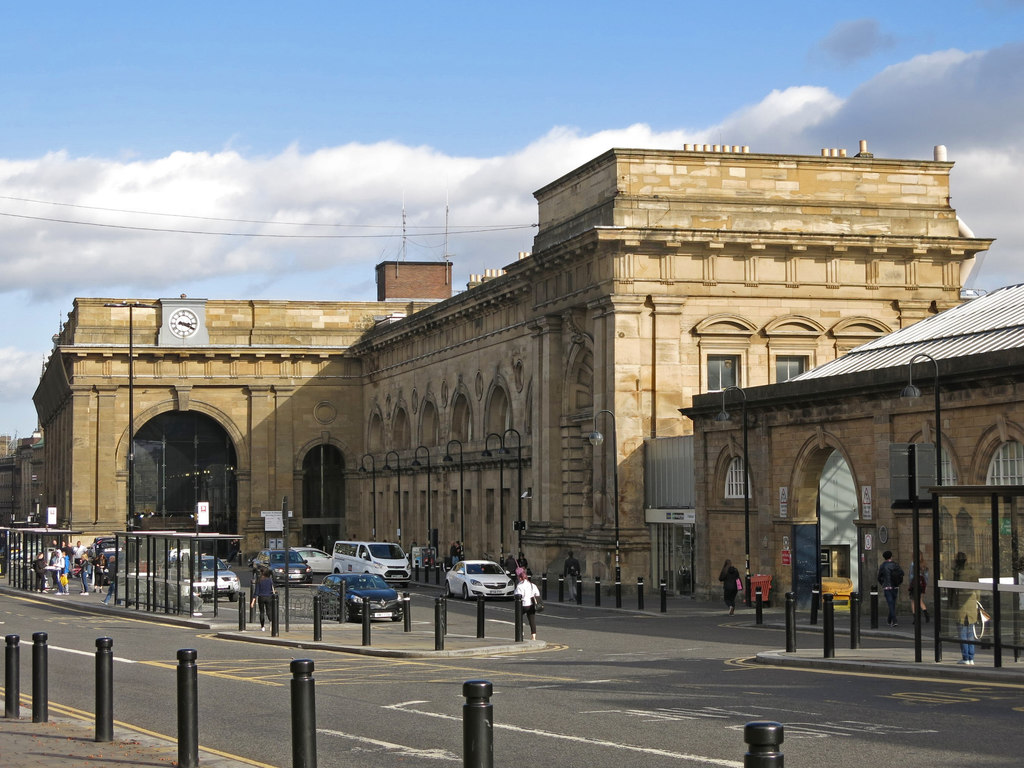
Wejście główne